# Big Chute Marine Railway

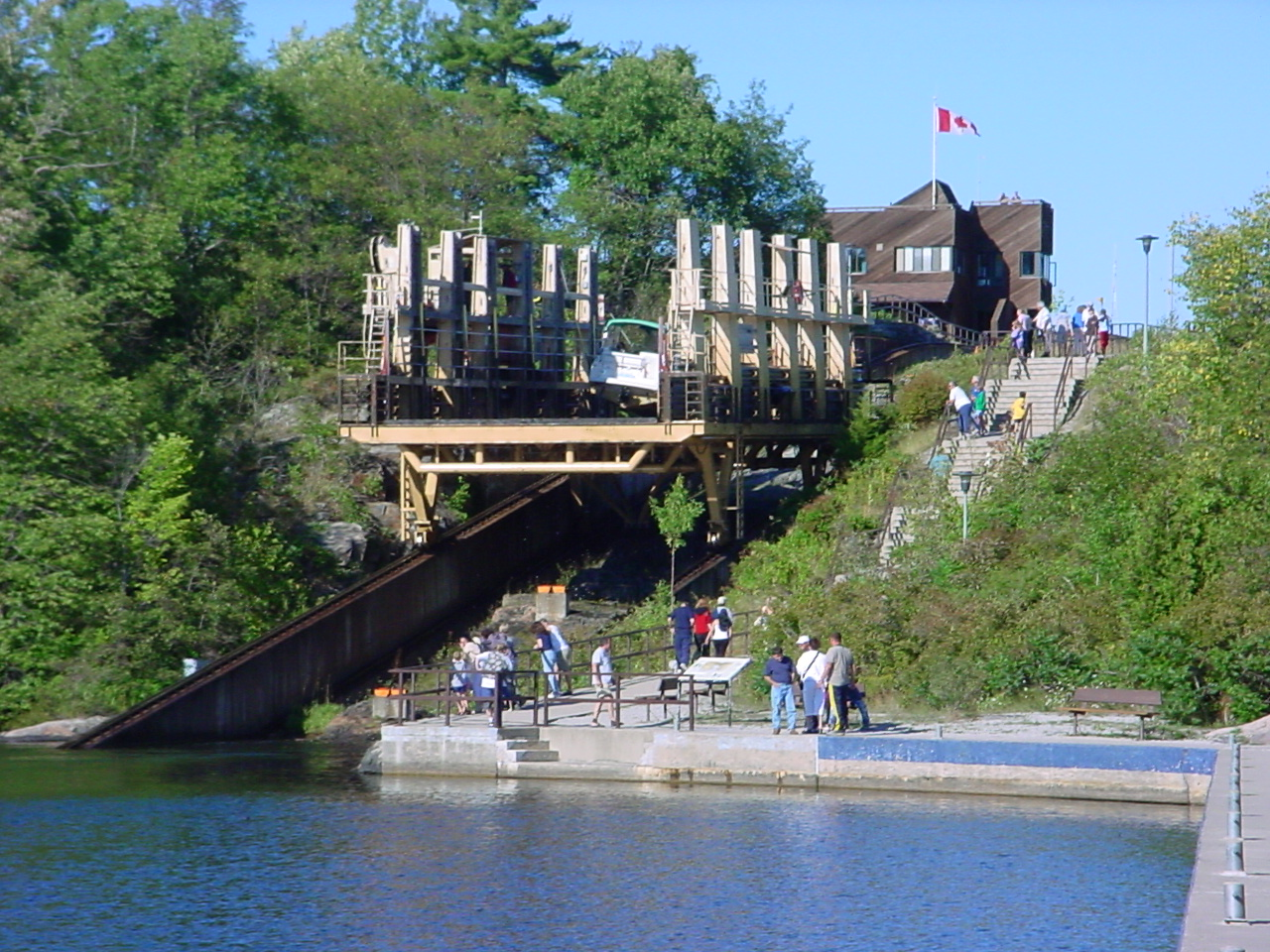
Big Chute Marine Railway

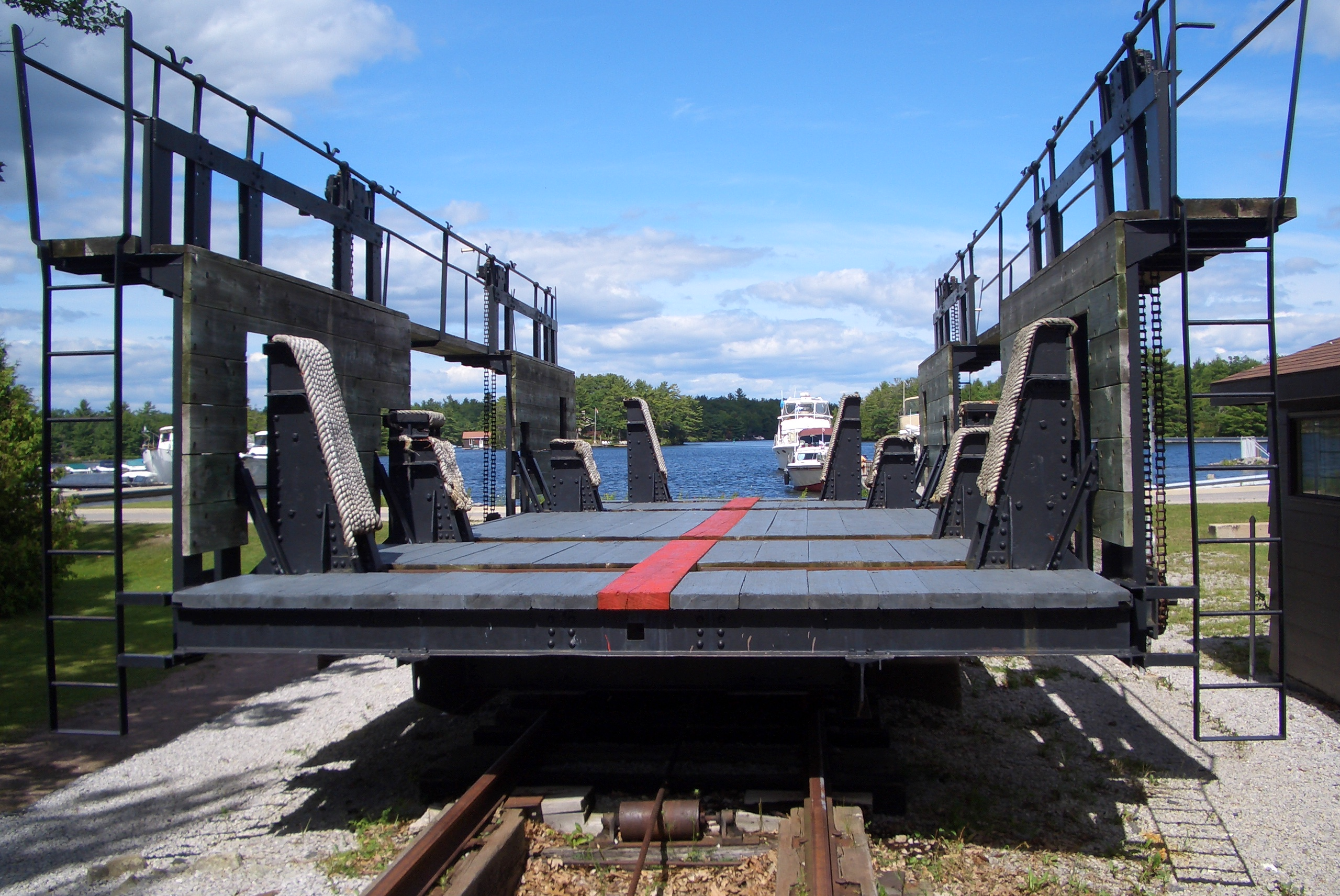
Alte Big Chute Marine Railway

Die Big Chute Marine Railway ist das Abstiegsbauwerk Nr. 44 im Trent-Severn-Wasserweg in Ontario, Kanada. Sie überwindet einen Höhenunterschied von ca. 17,70 Metern oder 57 Fuß über eine Strecke von 228 Metern oder 748 Fuß.
Ursprünglich als normale Schleuse geplant und bereits angefangen, fiel sie den Sparmaßnahmen und der Finanzknappheit des Ersten Weltkrieges zum Opfer und wurde als Schrägaufzug mit Trockenförderung im Jahr 1917 als vorübergehendes Provisorium eröffnet.
Ein gleichartiges Schicksal hatte das Abstiegsbauwerk Nr. 43, das als Swift Rapids Marine Railway im Jahr 1919 eröffnet wurde.
In den 1960er Jahren plante man, den provisorischen Zustand zu beenden und den Schrägaufzug von Rapid Falls durch eine konventionelle Schleuse zu ersetzen, was 1965 geschah, während man die Big Chute Marine Railway als Trockenförderanlage beibehalten wollte, um die Ausbreitung der Meerneunaugen als Fischparasit vom einen Teil des Wasserwegs in den anderen zu verhindern.
So wurde im Jahr 1978 die neue, größere Anlage in Betrieb genommen, wobei auch die kleine alte Big Chute Marine Railway praktisch weiterhin funktionsfähig ist, jedoch tatsächlich im Jahr 2003 das letzte Mal in Aktion war.